# František Petrášek
František Petrášek (1934 – 2014) byl český prognostik a futurolog. V roce 1990 se podílel na založení Občanské futurologické společnosti (OFS). Víc než dvacet let vykonával funkci jejího předsedy. Působil jako pedagog na Katedře hospodářské a sociální politiky Národohospodářské fakulty Vysoké školy ekonomické v Praze. Každé dva roky organizoval mezinárodní futurologické kolokvium Koncipování budoucnosti v Evropě.

## Rozvoj futurologie
Zabýval se metodologií prognózování a futurologie. Prosazoval koncept anticipativního vládnutí. Futurologii chápal jako nástroj pro podporu politického rozhodování. Organizoval futurologické rozpravy ve formě diskusních seminářů na témata vztahující se k budoucnosti. Před rokem 1989 vydával časopis Prognostika. Založil a vydával časopis Dialogy s budoucností – Futurologická revue, kde vykonával funkci šéfredaktora. Editoval a vydával sborníky z kolokvií Koncipováni budoucnosti v Evropě. Svoje celoživotní zkušenosti s rozvojem futurologie shrnul v roce 2009 v knižní monografii Futurologická studia, základem které byla jeho koncepce anticipativního vládnutí a rozhodování využívajícího futurologii jako podpůrný nástroj pro rozhodování o budoucím vývoji. Prosazoval také koncept občanské futurologie, která by umožňovala účast občanů na řešení problémů budoucnosti. Byl autorem několika knižních publikací a desítek článků o problematice prognózování a futurologie.

## Občanská futurologická společnost
František Petrášek byl členem přípravného výboru, který svolal první členské shromáždění Občanské futurologické společnosti (OFS), které se konalo v Praze 6. června 1990. OFS byla zaregistrovaná 29. 6. 1990. OFS byla ustavená jako nezávislá, nezisková a dobrovolná organizace s cílem kultivovat předvídavé myšlení, koncipování a řešení problémů budoucnosti. Stanovy OFS byly členským shromážděním aktualizovány 15. 2. 1996. Významnou charakteristikou OFS je její občanský princip, který umožňuje spojit odbornou diskusi s občanskou angažovaností.

## Kolokvium Koncipování budoucnosti v Evropě
František Petrášek zorganizoval 12 ročníků mezinárodního futurologického kolokvia Koncipování budoucnosti v Evropě, většinou ve spolupráci s Vysokou školou ekonomickou v Praze, v roce 2006 a 2013 ve spolupráci s Centrem pro ekonomické a sociální strategie Fakulty sociálních věd Univerzity Karlovy. Na kolokviu vystoupilo mnoho významných odborníků z oblasti futurologie a prognózování, např. Robert Jungk, Bart van Steenbergen, Mika Mannermaa, Peter C. Bishop, Peter H. Metler, Juha Kaskinen a další.

## Středisko MPSB
V roce 1991 založil František Petrášek Meziuniverzitní program studií budoucnosti (MPSB), resp. Středisko MPSB (v rámci Vysoké školy ekonomické v Praze), které vedl až do ukončení jeho činnosti v roce 1997. Středisko organizovalo spolupráci v oblasti futurologie mezi jednotlivými univerzitami v Československu a později mezi univerzitami v Čechách a na Slovensku. Významným projektem Střediska MPSB byl vývoj znalostního systému pro podporu rozhodování členů zastupitelských sborů. Součástí Střediska MPSB byla futurologická knihovna, kde byla soustředěná jednak futurologická literatura, jednak studentské práce na téma prognózování a predikce.

### Knihy
- Petrášek, František: Hospodářsky účelné prognózování – východiska metodologie. Academia, Praha, 1988, 109 str.
- Petrášek, František: Základy hospodářské prognostiky. Vysoká škola ekonomická, Praha, 1997, ISBN 80-7079-872-6, 143 str.
- Petrášek, František: Futurologická studia. 2009, Vysoká škola ekonomická v Praze, Nakladatelství Oeconomica, Praha, ISBN 978-80-245-1517-5, 272 str.

### Sborníky
- Petrášek, František, Slintáková, Barbora (editoři): Koncipování budoucnosti v Evropě 2001. Sborník příspěvků z 6. mezinárodního kolokvia Koncipování budoucnosti v Evropě pořádaného Občanskou futurologickou společností s podporou Vysoké školy ekonomické v Praze ve dnech 10. až 12. září 2001 v Praze. Občanská futurologická společnost, Praha, Vysoká škola ekonomická v Praze, Praha, 2002, ISBN 80-245-0298-4, 131 str.
- Petrášek, František, Slintáková, Barbora, Klinec, Ivan (editoři): Koncipování budoucnosti v Evropě 2007. Sborník příspěvků z 9. mezinárodního kolokvia Koncipovaní budoucnosti v Evropě 2008 pořádaného Občanskou futurologickou společností ve dnech 1.-2. února 2008 v budově Vysoké školy ekonomické v Praze. Občanská futurologická společnost, Praha, 2010, ISBN 978-80-903440-1-3, 170 str.

### Články
- Petrášek, František: Prognostika empirických věd. In: Sociologický časopis č. 2 / 1969, str. 150-155
- Petrášek, František: Je prognostika zvláštní profesí ? Prognostika č.1 / 1987 Studijní texty a aktuální informace pro potřeby odborné sekce prognostiky MV Komitétu pro vědecké řízení ČSVTS Praha a pro účastníky jejích akcí. Odborná sekce pro prognostiku Komitétu pro vědecké řízení ČSVTS, Praha 1987 str. 3-8
- Petrášek, František: Zpusob myšlení a prognózování. Prognostika č.3 / 1987 Studijní texty a aktuální informace pro potřeby odborné sekce prognostiky MV Komitétu pro vědecké řízení ČSVTS Praha a pro účastníky jejích akcí. Odborná sekce pro prognostiku Komitétu pro vědecké řízení ČSVTS, Praha 1987 str. 24-30
- Petrášek, František: Kde jsou základy prognostického umění ? Prognostika č.6 / 1989 Studijní texty a aktuální informace pro potřeby odborné sekce prognostiky MV Komitétu pro vědecké řízení ČSVTS Praha a pro účastníky jejích akcí. Odborná sekce pro prognostiku Komitétu pro vědecké řízení ČSVTS, Praha 1989 str. 30-36
- Petrášek, František: Futures Studies in the Czech Republic. In: Nováky, Erzsébet, Varga, Viorica Ramba, Koszegi, Mária kalas (editors): Futures Studies in the European Ex Socialist Countries. World Futures Studies Federation, UNESCO, Futures Studies Centre, Budapest University of Economic and Public Administration, Budapest, 2001, ISBN 963-503-263-3, 211 str., str. 44-57
- Petrášek, František: Předmluva. In: Koncipování budoucnosti v Evropě 2001. Sborník příspěvku z 6. mezinárodního kolokvia Koncipování budoucnosti v Evropě pořádaného Občanskou futurologickou společností s podporou Vysoké školy ekonomické v Praze ve dnech 10. až 12. září 2001 v Praze. Občanská futurologická společnost, Praha, Vysoká škola ekonomická v Praze, Praha, 2002, ISBN 80-245-0298-4, str. 9-11
- Petrášek, František: O kulturním významu představ o budoucnosti. In: Koncipování budoucnosti v Evropě 2001. Sborník příspěvku z 6. mezinárodního kolokvia Koncipování budoucnosti v Evropě pořádaného Občanskou futurologickou společností s podporou Vysoké školy ekonomické v Praze ve dnech 10. až 12. září 2001 v Praze. Občanská futurologická společnost, Praha, Vysoká škola ekonomická v Praze, Praha, 2002, ISBN 80-245-0298-4, 131 str., str. 28-35
- Petrášek, František: Forecasting and Decision - Making: a Permanent Problem. In: Potuček, Martin, Nováček, Pavel, Slintáková, Barbora (editors): The First Prague Workshop on Futures Studies Methodology. CESES FSV UK, Praha 2004, 127 str., str. 85-90
- Petrášek, František: Futurologická studia jako pramen informací pro formulaci politických problémů. In: Petrášek, František, Slintáková, Barbora, Klinec, Ivan (editoři): Koncipování budoucnosti v Evropě 2007. Sborník příspěvků z 9. mezinárodního kolokvia Koncipovaní budoucnosti v Evropě 2008 pořádaného Občanskou futurologickou společností ve dnech 1.-2. února 2008 v budově Vysoké školy ekonomické v Praze. Občanská futurologická společnost, Praha, 2010, ISBN 978-80-903440-1-3, 170 str., str. 107-124
- Petrášek, František: Designing the Future in Europe: a story of one international colloquium. In: Kuklinski, Antoni-Muszynsky, Janislaw-Roman, Grzegorz-Waskiewicz, Jan (Editors): Europa Quo Vadis ? Wroclaw: Lower Silesian Conference. Marshal’s Office of Lower Silesia, Lower Silesian Foundation for Regional Development, Wroclaw, Poland, 2010, ISBN 978-83-932287-0-6, 321 str., str. 193-202
- Petrášek, František: Proslov k oslavě dvacátého výročí založení Občanské futurologické společnosti. Občanská futurologická společnost, Praha, 10. 12. 2010, 4 str.
- Petrášek, František: O naši společnosti. Občanská futurologická společnost, Praha, 19. 1. 2013, 2 str.
- Petrášek, František: Futurologické studie ve společenské praxi. Občanská futurologická společnost, Praha, 20. 1. 2013, 11 str.